# فادیی چارچوقلیان
فادیی آشوتی چارچوقلیان (Ֆադեյ Աշոտի Չարչօղլյան؛ زادهٔ ۹ ژوئیهٔ ۱۹۷۳) یک دیپلمات اهل ارمنستان است که از تاریخ ۱۵ ژوئن ۲۰۱۶ تا تاریخ سمت سفارت ارمنستان در کشورهای یونان، صربستان، قبرس، آلبانی و بوسنی و هرزگوین را برعهده داشت. وی پیشتر از تاریخ ۲۹ ماری ۲۰۱۰ تا تاریخ ۲ ژوئن ۲۰۱۶ سفیر ارمنستان در کویت و از تاریخ ۲۳ فوریه ۲۰۱۲ تا تاریخ ۲ ژوئن ۲۰۱۶ سفیر ارمنستان در عمان بود.

## زندگی‌نامه
در ۹ ژوئیه ۱۹۷۳ در ایروان به دنیا آمد و وی نوه فادیی سارگسیان می‌باشد. چارچوقلیان از دانشگاه پلی‌تکنیک ارمنستان فارغ‌التحصیل شد.  وی متأهل و صاحب دو فرزند می‌باشد.